# Vincent Klink

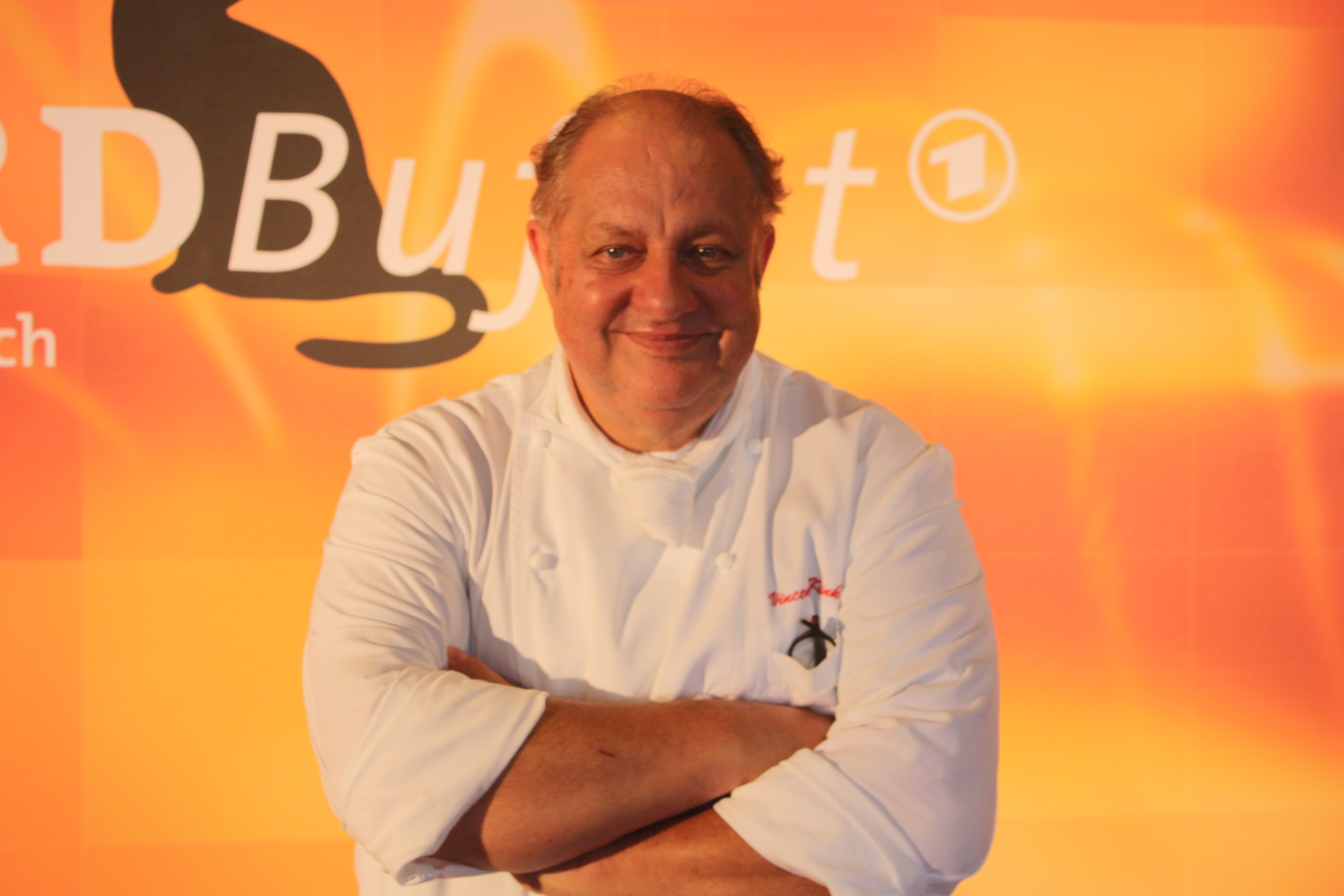
Vincent Klink beim ARD-Buffet, 2012

Vincent Klink (* 29. Januar 1949 in Gießen) ist ein deutscher Koch, Autor, Herausgeber und Verleger von kulinarischer Literatur und Fernsehkoch.

## Biografie
Vincent Klink wurde 1949 in Gießen als Sohn des Amtstierarztes Alfred Klink geboren und wuchs in Schwäbisch Gmünd mit einem älteren Bruder und vier Schwestern auf. Er verbrachte seine Schulzeit in einem Kloster-Internat der Knabenrealschule Heilig Kreuz der Herz-Jesu-Missionare in Donauwörth. Nach der Mittleren Reife und einem sechsmonatigen Praktikum in einer Metzgerei ging Klink beim Meisterkoch Walter Haas (1922–1996) (Waidhof) in Inzlingen bei Lörrach in die Lehre (1966–1969). Haas galt als Pionier der Nouvelle Cuisine und begleitete häufig den deutschen Außenminister als „Botschafter der deutschen Küche“ bei Auslandsbesuchen.
Danach verpflichtete er sich für zwei Jahre bei der Bundeswehr, wo er als Koch und Panzerkommandant eingesetzt wurde. Von 1971 bis 1972 arbeitete er in Rudolf Katzenbergers Adler in Rastatt und von 1972 bis 1974 im Münchner Restaurant Humplmayr, das seinem Bekunden nach einmal „der feudalste Schuppen der klassischen Gourmandise“ in Deutschland war. Klinks Vater, Haas und Katzenberger waren Mitglieder der Confrérie de la Chaîne des Rôtisseurs, einer internationalen Gemeinschaft von Küchenmeistern und Feinschmeckern.

### Kochkunst
Nach dem Ablegen der Meisterprüfung machte sich Klink 1974 mit 25 Jahren selbständig und eröffnete mit seiner Frau Elisabeth sein erstes Restaurant, das Postillion in Schwäbisch Gmünd. Das Gasthaus gehörte seinem Vater, der es zuvor verpachtet hatte. Er machte seinem Sohn das Angebot, es zu übernehmen, andernfalls wäre es verkauft worden. Klink erklärte: „Hätte ich noch einmal die Wahl, würde ich mir die damit verbundenen Strapazen nicht noch einmal zumuten.“ 1978 wurde das Postillion mit einem Michelinstern ausgezeichnet.

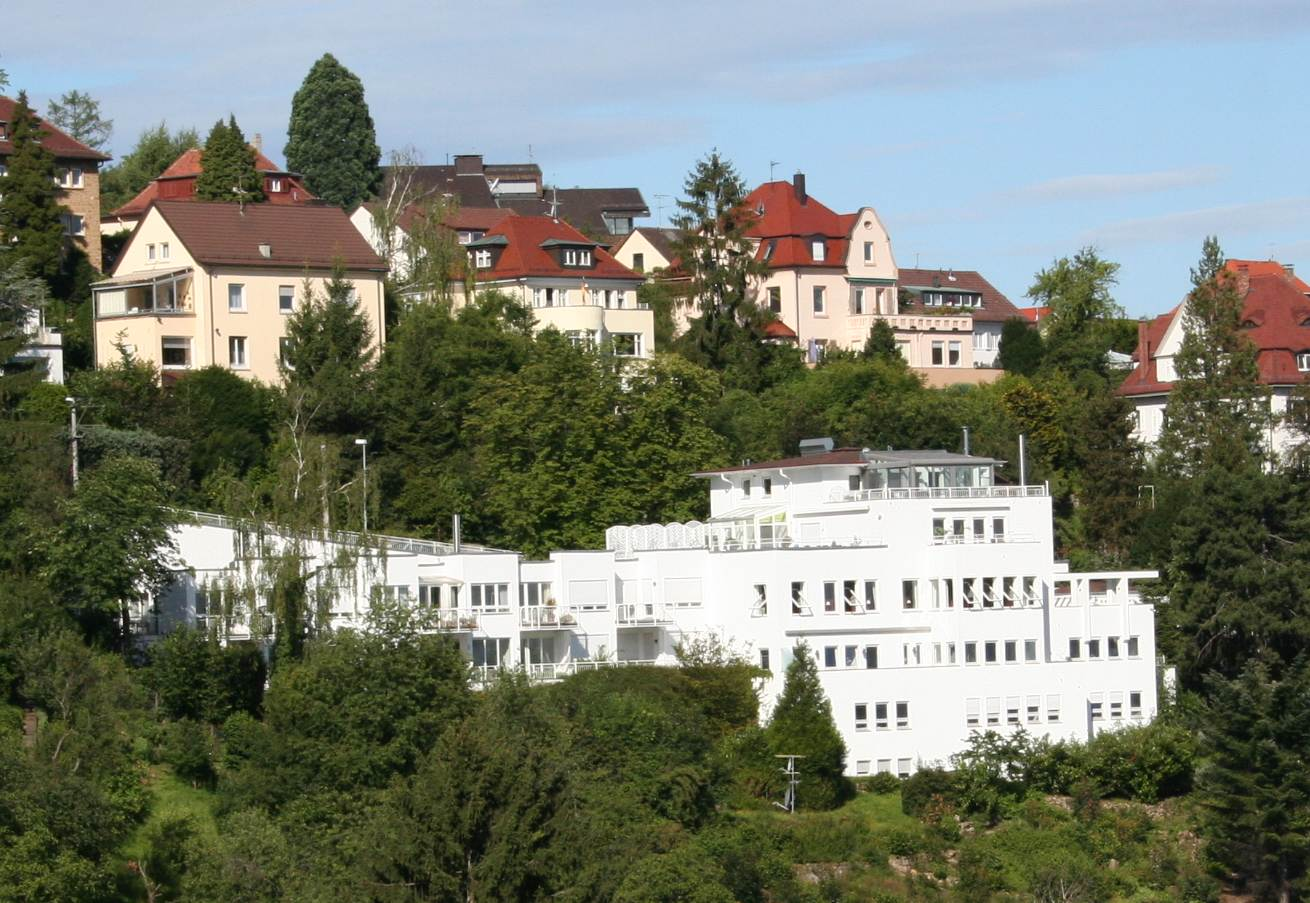
Restaurant Wielandshöhe, Stuttgart

Seit 1991 betreibt Vincent Klink in Stuttgart-Degerloch das Restaurant Wielandshöhe. 1998 wurde auch diese Küche mit einem Michelinstern ausgezeichnet, den sie 2001 verlor und der 2002 wieder verliehen wurde. Ein Großteil seiner Küchenbelegschaft waren 2015 Quereinsteiger und die meisten Akademiker. Klink legt großen Wert auf den ökologischen Anbau von Gemüse und auf artgerechte Tierhaltung. Er unterstützt regionale, ökologisch produzierende Bauern und Gärtner, mit denen er persönlichen Kontakt hat.
Sein gastronomisches Angebot wird als „klassisch-moderne Küche mit schwäbischen und mediterranen Einflüssen“ beschrieben; er selbst bezeichnet sie als „Küche der gleichen Klimazone“. Der Restaurantkritiker Jakob Strobel y Serra beschrieb 2018 Klinks Küche mit nur wenigen „Konzessionen an die Hochküche“ als „perfektionierte Hausmannskost unter vollständigem Verzicht auf Verfeinerung oder Verfremdung“ […] „die bei aller Einfachheit so sündhaft verführerisch“ sei. […] „Vincent Klink geht es nicht ums Experimentieren, sondern ums Bewahren.“
Um 2012 wurde Jörg Neth Küchenchef neben Klink, seit 2022 ist Neth alleiniger Küchenchef.

### Auftritte in Filmen und im Fernsehen
Einem größeren Publikum bekannt wurde Klink durch die Fernseh-Kochsendungen ARD-Buffet und Kochkunst (1997–2015). Für die dreiteilige Reihe EpochenKochen (2014) kochte Klink an Originalschauplätzen historische Gerichte von Römern, Rittern und Bürgern nach. Im Februar 2015 startete im SWR Fernsehen die Sendereihe echt gut! Klink & Nett mit der Restaurantbesitzerin und Köchin Susanne Nett, in der alte Pfälzer Gerichte neu interpretiert werden.
2002 hatte er eine Gastrolle als Kochjuror in der Schlusssequenz des Tatort-Krimis Alibi für Amelie. Einen seiner ersten Filmauftritte hatte er 2004 in der Gaunerkomödie Basta – Rotwein oder Totsein (Originaltitel: C(r)ook) von Pepe Danquart, in der er einen Koch spielte. Klink spielte in dem Fernsehfilm Es liegt mir auf der Zunge von 2009 in einer Nebenrolle den Vorsitzenden eines Feinschmeckerclubs.

### Jazz
Klink ist ein Jazz-Liebhaber und -musiker. In seiner Freizeit spielt er Querflöte. Im Oktober 2005 hatte er einen gemeinsamen Auftritt mit dem Trompeter Till Brönner. Von 2008 bis 2018 spielte er auch Bassflügelhorn und Trompete. 2008 trat er mit der Mezzosopranistin Helene Schneiderman in einer Matinee zur Musik von Rossini auf der Insel Mainau auf.
Seit 2009 spielt Klink mit dem befreundeten Jazz-Pianisten Patrick Bebelaar. Sie waren zu Gast bei großen Festivals wie der Lit.Cologne und den Baden-Württembergischen Literaturtagen. Die gemeinsame CD Stupor Mundi wurde 2015 mit dem Preis der Deutschen Schallplattenkritik ausgezeichnet.

### Verschiedenes
Klink beteiligte sich im November 2006 an einer Internet-Initiative gegen Grüne Gentechnik, die auch von Umwelt-, Naturschutz- und kirchlichen Verbänden sowie von Verbraucherschützern unterstützt wurde. Nebenbei betreibt er wie schon sein Großvater eine Imkerei.
2017 musste Klink 16.000 Euro Steuern nachzahlen, weil er in seinen Arbeitsverträgen nicht angegeben hatte, dass an beiden Ruhetagen kein Personalessen ausgegeben werde.

### Familie
Vincent Klink war seit 1974 verheiratet. Er hat zwei Kinder, einen Sohn aus einer früheren Beziehung und mit seiner Frau Elisabeth († 2022) eine Tochter, die für den Service ihres Restaurants Wielandshöhe arbeitet.

## Mitgliedschaften
- Klink war 2000 Gründungsmitglied der Deutschen Akademie für Kulinaristik, in der man sich der wissenschaftlichen Aufarbeitung von Essen und Trinken widmet.[37]
- Provieh[38]
- Greenpeace[13]
- Foodwatch[13]
- Slow Food[13]

## Auszeichnungen
- 1978: Ein Michelinstern für das Restaurant Postillion in Schwäbisch Gmünd[39]
- 1991: Ein Michelinstern für das Restaurant Wielandshöhe in Stuttgart
- 2010: Internationaler Eckart-Witzigmann-Preis in der Kategorie Kulturthema Essen in Literatur, Wissenschaft und Medien[40]
- 2014: Verdienstorden des Landes Baden-Württemberg[41]
- 2021: Gastronom des Jahres durch Gault & Millau[42]
- 2023: Justinus-Kerner-Preis der Stadt Weinsberg[43]

## Werke

### Publikationen
- mit Hans-Albert Stechl und Felicitas Wehnert: Koch-Kunst mit Vincent Klink. G. Braun, Karlsruhe 1998, ISBN 3-7650-8194-9.
- mit Norbert Salenbauch und Volker Kriegel: Al dente. Kulinarische Genüsse trotz Zahnbehandlung. Rezepte, Tips & Ratschläge für kaubehinderte Zahnpatienten. Edition q im Quintessenz Verlag, Berlin 1999, ISBN 3-86124-354-7.
- Vom Markt auf den Tisch. G. Braun, Karlsruhe 2000, ISBN 3-7650-8248-1. (Begleitbuch zur Sendung)
- Eva Gesine Baur (Hrsg.): Essen und Trinken mit Poesie. Beiträge von Vincent Klink. Dies für den und das für jenen. dtv, München 2000, ISBN 3-423-24218-3.
- mit Wiglaf Droste und Nikolaus Heidelbach: Wurst. DuMont Literatur und Kunst, Köln 2006, ISBN 3-8321-7992-5. (Rezensionen:[44])
- Vincent und die Kochlöffelbande. Lecker und gesund. Kochen für Kinder. Esslinger-Verlag, Esslingen 2007, ISBN 978-3-480-22381-7.
- mit Wiglaf Droste und Nikolaus Heidelbach: Weihnachten. DuMont Literatur und Kunst Verlag, Köln 2007, ISBN 978-3-8321-8037-9.
- Koch & Klink. Echte KüchenKerle. Otto Koch & Vincent Klink kochen mit Herz & Verstand. Edel Motion, ARD-Buffet, Hamburg 2007, gebunden, ISBN 978-3-940507-00-6, mit DVD, 130 Minuten.
- Echte KüchenKerle 2: Bio schmeckt besser! Edel Motion, Hamburg 2008, ISBN 978-3-940507-01-3, mit DVD, 120 Minuten.
- mit Wiglaf Droste und F. K. Waechter: Wir schnallen den Gürtel weiter. Eine Essenz aus „Häuptling Eigener Herd“. Reclam-Verlag, Ditzingen 2008, ISBN 978-3-15-020158-9.
- Meine Küche. Gräfe und Unzer, München 2008, ISBN 978-3-8338-0982-8.
- Sitting Küchenbull. Gepfefferte Erinnerungen eines Kochs. Rowohlt Verlag, Reinbek 2009, ISBN 978-3-498-03546-4. (Rezensionen:[8][45][46])
- Meine mediterrane Küche. Gräfe und Unzer, München 2010, ISBN 978-3-8338-1922-3.
- mit Wiglaf Droste und Nikolaus Heidelbach: Wild. DuMont, Köln 2010, ISBN 978-3-8321-9605-9.
- mit Wiglaf Droste und Nikolaus Heidelbach: Liebe. DuMont, Köln 2011, ISBN 978-3-8321-9688-2.
- mit Wiglaf Droste und Nikolaus Heidelbach: Gemüse. DuMont, Köln 2011, ISBN 978-3-8321-9652-3.
- Immer dem Bauch nach. Kulinarische Reisen. Rowohlt, Reinbek 2011, ISBN 978-3-499-62714-9. 
 als Hörbuch, 1 CD, 76 Min., ISBN 978-3-89964-416-6.
- Voll ins Gemüse mit Vincent Klink – 120 essentielle Rezepte und 40 Stories. Rowohlt, Reinbek 2015, ISBN 978-3-499-63077-4.
- Ein Bauch spaziert durch Paris. Rowohlt, Reinbek 2015, ISBN 978-3-498-03564-8. (Fernseh-Interview zum Buch:[47])
- Meine Rezepte gegen Liebeskummer. Rowohlt Taschenbuch Verlag, Reinbek 2017, ISBN 978-3-499-63328-7.
- Angerichtet, herzhaft und scharf! Aus meinem Tage- und Rezeptebuch. Klöpfer & Meyer Verlag, Tübingen 2018, ISBN 978-3-86351-471-6.
- Ein Bauch lustwandelt durch Wien, Ullstein, Berlin 2019, ISBN 978-3-550-20066-3.
- Ein Bauch spaziert durch Venedig. Rowohlt, Hamburg 2022, ISBN 978-3-498-00276-3.
- Mein Schwaben. Leben und Speisen im Ländle des Eigensinns. Rowohlt, Hamburg 2024, ISBN 978-3-498-00310-4.

### Herausgeber
Bücher
- mit Pepe Danquart: Gängster Kochbuch.[48] Edition Vincent Klink, Stuttgart 2004, ISBN 3-927350-75-3.
- Vincent Klink serviert: Grundzüge des gastronomischen Anstands, von Alexandre Balthazar Laurent Grimod de la Reynière. Rowohlt, Reinbek 2016, ISBN 978-3-498-05656-8. Von und über Balthazar Grimod de la Reynière (1758–1837), „Gourmand der ersten Stunde und Begründer der Gastronomiekritik“; (Leseprobe, PDF; 1,2 MB).

Zeitschriften
- mit Stephan Opitz und Joseph von Westphalen: Der Rabe. Magazin für kulinarische Literatur, Nr. 18, Haffmans, Zürich 1987
- mit Stephan Opitz: Die Rübe. Magazin für kulinarische Literatur. Haffmans, Zürich 1988/92.[49]
- mit Stephan Opitz: Cotta's Kulinarischer Almanach. Auf das Jahr ... Band 1 (1993) – Band 5 (1998)
- mit Wiglaf Droste: Häuptling Eigener Herd. Wir schnallen den Gürtel weiter. Das kleine Zwischenhoch; Texte und Bilder zur Kulinarik; Vierteljahreszeitschrift für Literatur. Edition Vincent Klink, Stuttgart 1999–2013.Campus Culinaire. Internationale Schriften und Bilder zur Kultur des Tafelns. Edition Vincent Klink, Stuttgart 2004.

1. mit Karin Becker und Thomas A. Vilgis: Schwerpunkt-Thema Islam. Küche, Tafel, Tischsitten und Rituale. 2004, ISBN 3-927350-81-8.[50]

- mit Barbara Häusler und Thomas Vilgis: journal culinaire. Edition Vincent Klink, Stuttgart 2005–2007.[51]

1. Tischsitten. 2005, ISBN 3-927350-82-6.
2. Essen in der Kunst. 2006, ISBN 3-927350-83-4.
3. Globalisierung des Essens. 2007, ISBN 978-3-927350-84-7.
4. Nahrungsmittelallergien und -unverträglichkeiten. 2007, ISBN 978-3-927350-85-4.
5. Geschmacksbildung. Anwendungen, Forum, Rezensionen. 2007, ISBN 978-3-927350-86-1.
6. Kochperspektiven. 2008, ISBN 978-3-941121-06-5.
7. Kochen mit Stevia. Forum, Rezensionen. 2008, ISBN 978-3-941121-07-2.
8. Wein-Kultur. Köcheprojekt, Forum, Rezensionen. 2009, ISBN 978-3-941121-08-9.
9. Fleisch. Köcheprojekt, Forum, Rezensionen. 2009, ISBN 978-3-941121-09-6.
10. Getreide. Forum. 2010, ISBN 978-3-941121-10-2.
11. Fisch. Köcheprojekt. Forum. 2010, ISBN 978-3-941121-11-9.

## Dokumentarfilme
- Das Salz in der Suppe – Vincent Klink. Dokumentarfilm, Deutschland, 2015, 58:26 Min., Buch und Regie: Guido Lukoschek, Produktion: Odyssee Film, SWR, Reihe: Der Dokumentarfilm, Erstsendung: 1. November 2015 bei SWR, Inhaltsangabe von SWR, online-Video aufrufbar bis zum 24. Januar 2024.
- Epochenkochen – Wie die Ritter tafelten. Dokumentarfilm, Deutschland, 2014, 44:45 Min., Moderation: Vincent Klink, Heike Greis, Produktion: Spiegel TV, SWR, Reihe: Epochenkochen, Erstsendung: 26. Dezember 2014, online-Video von Spiegel TV.